# Dolichocephala guttata
Dolichocephala guttata är en tvåvingeart som först beskrevs av Alexander Henry Haliday 1833. Dolichocephala guttata ingår i släktet Dolichocephala, och familjen dansflugor. Arten har ej påträffats i Sverige. Inga underarter finns listade i Catalogue of Life.